# Sandra Hernández Rodríguez
Sandra Hernández Rodríguez (Santa Cruz de la Palma, Canàries, 25 de maig de 1997) és una futbolista espanyola. Juga com a migcampista i actualment juga a la Unión Deportiva Granadilla Tenerife Sur.

## Biografia
Es va formar a l'Orientación Marítima de Canàries, i posteriorment al CE Sant Gabriel. Jugà amb el FC Barcelona entre 2015 i 2017, guanyant una lliga i una copa. El 2017 fitxa pel València, deixant l'equip el 2021.

## Palmarès

### Campionats estatals
| Títol            | Club         | Lliga           | Any     |
| ---------------- | ------------ | --------------- | ------- |
| Primera Divisió  | FC Barcelona | Lliga Iberdrola | 2014-15 |
| Copa de la Reina | FC Barcelona |                 | 2017    |